# Parapristipoma macrops
Parapristipoma macrops är en fiskart som först beskrevs av Pellegrin 1912.  Parapristipoma macrops ingår i släktet Parapristipoma och familjen Haemulidae. Inga underarter finns listade i Catalogue of Life.